# Pretzel Nugget
Pretzel Nugget – minialbum hip-hopowego zespołu Beastie Boys wydany w 1994 roku.

## Twórcy
- Michael Diamond – śpiew
- Adam Yauch – gitara basowa
- John Berry – gitara elektryczna
- Kate Schellenbach – perkusja

## Lista utworów
1. „Sabotage” – 2:58
2. „Heart Attack Man” – 2:14
3. „Tough Guy” – 0:57
4. „Mullet Head” – 2:54
5. „Futterman’s Rule” – 3:42
6. „Get It Together” – 4:05